# Skuruhatt
Skuruhatt es el nombre que recibe una colina empinada cerca Skurugata en el municipio de Eksjö con una gran vista de las zonas de influencia de Småland en el sur del país europeo de Suecia. Cerca del lugar, una piedra ha sido colocada con una inscripción en sueco de Albert Engström, un artista y escritor miembro de la academia sueca.